# Spadella cephaloptera
Spadella cephaloptera är en djurart som tillhör fylumet pilmaskar, och som först beskrevs av Busch 1851.  Spadella cephaloptera ingår i släktet Spadella och familjen Spadellidae. Arten är reproducerande i Sverige. Inga underarter finns listade i Catalogue of Life.